# Fritziana fissilis
Espèce
Synonymes
- Coelonotus fissilis Miranda-Ribeiro, 1920
- Flectonotus fissilis (Miranda-Ribeiro, 1920)

Statut de conservation UICN

 LC  : Préoccupation mineure
Fritziana fissilis est une espèce d'amphibiens de la famille des Hemiphractidae.

## Répartition
Cette espèce est endémique du Brésil. Elle se rencontre de 500 à 1 800 m d'altitude dans les États de Rio de Janeiro, de São Paulo, du Rio Grande do Sul et d'Espírito Santo.

## Publication originale
- Miranda-Ribeiro, 1920 : As hylas coelonotas do Museu Paulista. Revista do Museu Paulista, vol. 12, p. 321-328 (texte intégral).